# Крофт, Дэвид
Дэ́вид Джон Крофт (англ. David John Croft, 7 сентября 1922, Сэндбэнкс — 27 сентября 2011, Тавира) — британский продюсер, сценарист, режиссёр и актёр. Стал известен благодаря ситкому «Папашина армия», написанному в соавторстве со сценаристом Джимми Перри. Перри и Крофт вместе создали такие хиты как: «Парам-парей!», «Это и вполовину не горячая мама» и «Вы звонили, милорд?»

## Биография
Дэвид родился 7 сентября 1922 года в Сэндбэксе. Мать — Энн Крофт, бывшая звезда музыкальной комедии и театральный менеджер. Отец — голливудский радиоактёр, Реджинальд Шарлэнд. Когда мальчику исполнилось девять лет брак распался и Дэвид взял фамилию матери. В 1939 году Крофт получил роль в фильме До свидания, мистер Чипс, что стало началом и концом его кинокарьеры в качестве актёра.

## Военная служба
Крофт поступил на службу в Королевскую артиллерию в 1942 году. Служил во время Второй мировой войны в Северной Африке, Индии и Сингапуре. После заражения ревматической лихорадкой в Северной Африке был отправлен домой для выздоровления, а затем прошел офицерскую подготовку в Королевском военном колледже в Сандхерсте.
Был отправлен в Индию, прибыв туда, когда война в Европе закончилась, и был назначен в Эссексский полк, дослужившись до звания майора. Когда его военная служба закончилась, он начал работать в индустрии развлечений в качестве актера, певца и писателя.

## Карьера
Крофт познакомился с Фредди Карпентером, который продюсировал множество пантомим для «Howard & Wyndham» по всей Великобритании, в результате чего Крофт написал такие сценарии, как «Аладдин», «Золушка» и «Малышки в лесу». Благодаря своему давнему другу, композитору и дирижеру Сирилу Орнаделу, Крофт познакомился с продюсером Фионой Бентли, которая получила права на адаптацию и мюзиклизацию ряда историй Беатрикс Поттер. Крофт написал сценарии для сериала, выпущенного на «His Master’s Voice Junior Record Club», рассказанного Вивьен Ли и в главных ролях нескольких певцов-актеров и актрис, включая Барбару Браун, Грэм Старк и Сисели Кортнидж. Сам Дэвид Крофт сыграл ряд ролей, в том числе Тимми Вилли в «Джонни Таун-Маус», Кеп в «Джемайме Паддл-Дак», и Олд Браун в «Белке Наткине».
Крофт переехал на северо-восток Англии, чтобы работать на «Tyne Tees Television», где он продюсировал множество выпусков развлекательного шоу «Часовая программа». Для «Tyne Tees» Крофт также снял и спродюсировал рекламные ролики «Сарай Неда» и «Мэри идёт на рынок», а также поработал над своим первым ситкомом «Под новым управлением», действие которого происходит в заброшенном пабе на севере Англии.
Покинув «Tyne Tees Television» для работы на Би-Би-Си в середине 1960-х годов, он спродюсировал несколько ситкомов корпорации, таких как «Нищий мой сосед», «Его собственный мир», «Подъём, Помпеи! Опять…» и «Хью и я». И именно во время работы над последним он познакомился с актером Джимми Перри, который вручил ему сценарий пилотного эпизода «Боевых тигров» о британском ополчении во время Второй мировой войны. Крофту идея понравилась. Вместе они написали девять сезонов шоу, которое было переименовано в «Папашину армию», а также художественный фильм и постановку на его основе.
«Папашина армия» всё ещё выходила в эфир, когда Крофт начал писать в соавторстве с Джереми Ллойдом ситком «Спасибо за покупку». Он продолжил оба писательских партнёрства до конца своей карьеры в нескольких популярных сериалах, включая «Это и вполовину не горячая мама», «Парам-парей!», Вы звонили, милорд? (с Перри) и «Алло, алло!» (с Ллойдом). Его последний полный сериал «О, доктор Бичинг!», транслировавшийся с 1995 по 1997 год, был написан в соавторстве с Ричардом Спендловом. В 2007 году он создал телевизионный пилотный проект под названием «А вот и королева». В главных ролях Венди Ричард и Лес Деннис, но сериал не получил продолжения. Из них «Это и вполовину не горячая мама» «была любимой для Дэвида и моей», — сказал Джимми Перри журналисту Нилу Кларку в интервью Daily Telegraph в 2013 году.
Обычно Крофт как продюсер оканчивал эпизод надписью «Вы смотрели…», после чего следовали кадры основного состава.